# Trachysomus buquetii
Trachysomus buquetii là một loài bọ cánh cứng trong họ Cerambycidae.